# 慎行广场二号大厦
慎行廣場二號大廈（英語：Two Prudential Plaza）是一棟位於美國伊利諾州芝加哥洛普區的摩天大樓，中文又稱保德信第二廣場，大樓於1990年完工，建築高度包含尖頂為303.28公尺（995英尺），共60層，目前是美國第15高摩天大樓。加拿大駐芝加哥總領事館位於該大廈第2400號房。

## 建築設計
慎行廣場二號大廈建築設計由Loebl, Schlossman & Hackl所設計，大廈南北兩面以建築退縮形式堆疊往上，樓頂金字塔角度為45度，金字塔頂的尖頂高24公尺（80英尺）。建築完成後，慎行廣場二號大廈曾獲得8項獎項，其中包括伊利諾州結構工程技師公會於1995年頒的最佳結構設計獎。
慎行廣場二號大廈與慎行廣場一號大廈相連接著，若是不計算慎行廣場二號大廈的尖頂，其高度約略高於慎行廣場一號大廈包括天線的高度（278公尺）。

## 外部連結
- Official website
- Two Prudential Plaza Archive.today的存檔，存档日期2013-02-02 on CTBUH Skyscraper Center
- Emporis entry for Two Prudential Plaza （页面存档备份，存于）